# Dweildag
Een dweildag is een evenement in Nederland waarop verschillende dweilorkesten hun muzikale prestaties aan het publiek tonen, zowel voor de eigen lol als in wedstrijdverband. Het grootste evenement dat zich "dweildag" noemt, is de Bemmelse Dweildag in Bemmel, waar twintig orkesten aan het Nederlands Kampioenschap Dweilorkesten deelnemen en nog eens tientallen in de leutklasse deelnemen (anno 2022).